# 西城乡 (定州市)
西城乡，是中华人民共和国河北省保定市定州市下辖的一个乡镇级行政单位。

## 行政区划
西城乡下辖以下地区：
西城村、北町社区村、东湖村、解家庄村、东城村、西城庄村、西新庄村、胡阜才村、西赵庄村、东赵庄社区村、大定村和南町村。